# Lamproglena hospetensis
Lamproglena hospetensis is een eenoogkreeftjessoort uit de familie van de Lernaeidae. De wetenschappelijke naam van de soort is voor het eerst geldig gepubliceerd in 1991 door Manohar, Seenappa & Venkateshappa.